# Diócesis de Mpika
La diócesis de Mpika (en latín: Dioecesis Mpikaën(sis) y en inglés: Roman Catholic Diocese of Mpika) es una circunscripción eclesiástica latina de la Iglesia católica en Zambia, sufragánea de la arquidiócesis de Kasama. La diócesis tiene al obispo Edwin Mulandu como su ordinario desde el 24 de abril de 2021.

## Territorio y organización
La diócesis tiene 86 135 km² y extiende su jurisdicción sobre los fieles católicos de rito latino residentes en parte de la provincia de Muchinga.
La sede de la diócesis se encuentra en la ciudad de Mpika, en donde se halla la Catedral de San José.
En 2019 en la diócesis existían 34 parroquias.

## Historia
La misión sui iuris de Lwangwa fue erigida el 23 de mayo de 1933 con el breve Quae catholico del papa Pío XI, obteniendo el territorio de los vicariatos apostólicos de Nyassa (hoy arquidiócesis de Lilongüe) y de Banguelo (hoy arquidiócesis de Kasama).
El 1 de julio de 1937 la misión sui iuris fue elevada a vicariato apostólico con la bula Enascentium Ecclesiarum del papa Pío XI. El mismo día cedió partes de su territorio al vicariato apostólico de Nyassa y para la erección de la prefectura apostólica de Fort Jameson (hoy diócesis de Chipata) mediante la bula Quo in Rhodesiae, e incorporó nuevos territorios que pertenecían al vicariato apostólico de Banguelo y a la prefectura apostólica de Broken Hill (hoy arquidiócesis de Lusaka).
Hasta mayo de 1938 la misión sui iuris sufrió numerosos cambios en los límites territoriales.
El 8 de marzo de 1951 asumió el nombre de vicariato apostólico de Abercorn en virtud del decreto Cum in Rhodesia de la Congregación de Propaganda Fide.
El 25 de abril de 1959 el vicariato apostólico fue elevado a diócesis con la bula Cum christiana fides del papa Juan XXIII.
Cambió varias veces de nombre: el 22 de noviembre de 1967 a diócesis de Mbala; el 26 de abril de 1991 a diócesis de Mbala-Mpika; finalmente, el 9 de septiembre de 1994 tomó su nombre actual.
En marzo de 1995 la curia se trasladó de Mbala a Mpika y en noviembre del mismo año 4 parroquias, incluida la de Mbala, fueron cedidas a la arquidiócesis de Kasama.
El 1 de mayo de 2004 se consagró la Catedral de San José.
El 29 de octubre de 2011 cedió una parte de su territorio para la erección de la diócesis de Kabwe mediante la bula Cum nuper del papa Benedicto XVI.

## Estadísticas
De acuerdo al Anuario Pontificio 2020 la diócesis tenía a fines de 2019 un total de 176 000 fieles bautizados.
| Año                                                                             | Población            | Población | Población      | Sacerdotes | Sacerdotes    | Sacerdotes    | Bautizados por sacerdote | Diáconos permanentes | Religiosos | Religiosos | Parroquias |
| Año                                                                             | Bautizados católicos | Total     | % de católicos | Total      | Clero secular | Clero regular | Bautizados por sacerdote | Diáconos permanentes | Varones    | Mujeres    | Parroquias |
| ------------------------------------------------------------------------------- | -------------------- | --------- | -------------- | ---------- | ------------- | ------------- | ------------------------ | -------------------- | ---------- | ---------- | ---------- |
| 1950                                                                            | 39 153               | 197 891   | 19.8           | 29         | 1             | 28            | 1350                     |                      |            | 4          | 9          |
| 1959                                                                            | 45 017               | 274 123   | 16.4           | 38         | 5             | 33            | 1184                     |                      | 319        | 16         | 11         |
| 1970                                                                            | 63 980               | 384 207   | 16.7           | 51         | 13            | 38            | 1254                     |                      | 50         | 38         |            |
| 1980                                                                            | 73 200               | 367 000   | 19.9           | 38         | 12            | 26            | 1926                     |                      | 33         | 40         |            |
| 1990                                                                            | 110 445              | 545 000   | 20.3           | 50         | 23            | 27            | 2208                     |                      | 36         | 65         |            |
| 1999                                                                            | 169 579              | 650 000   | 26.1           | 44         | 25            | 19            | 3854                     |                      | 24         | 64         |            |
| 2000                                                                            | 105 500              | 550 150   | 19.2           | 35         | 23            | 12            | 3014                     |                      | 31         | 46         |            |
| 2001                                                                            | 108 930              | 543 857   | 20.0           | 33         | 20            | 13            | 3300                     |                      | 28         | 50         |            |
| 2002                                                                            | 111 010              | 451 052   | 24.6           | 35         | 21            | 14            | 3171                     |                      | 29         | 52         |            |
| 2003                                                                            | 113 519              | 471 352   | 24.1           | 37         | 24            | 13            | 3068                     |                      | 29         | 44         |            |
| 2004                                                                            | 128 977              | 494 187   | 26.1           | 38         | 23            | 15            | 3394                     |                      | 30         | 55         | 13         |
| 2007                                                                            | 116 416              | 479 000   | 24.3           | 40         | 30            | 10            | 2910                     | 3                    | 24         | 54         | 13         |
| 2013                                                                            | 128 372              | 535 000   | 24.0           | 39         | 35            | 4             | 3291                     |                      | 24         | 55         | 14         |
| 2016                                                                            | 148 075              | 657 000   | 22.5           | 47         | 40            | 7             | 3150                     |                      | 34         | 58         | 14         |
| 2019                                                                            | 176 000              | 734 700   | 24.0           | 42         | 39            | 3             | 4190                     |                      | 30         | 58         | 34         |
| Fuente: Catholic-Hierarchy, que a su vez toma los datos del Anuario Pontificio. |                      |           |                |            |               |               |                          |                      |            |            |            |

## Episcopologio
- Alfons Van Sambeck, M.Afr. † (26 de octubre de 1933-1936)
- Heinrich Horst, M.Afr. † (21 de mayo de 1938-17 de septiembre de 1946 falleció)
- Joost (Joseph) Van den Biesen, M.Afr. † (12 de febrero de 1948-24 de enero de 1958 renunció)
- Adolf Fürstenberg, M.Afr. † (11 de diciembre de 1958-7 de marzo de 1987 retirado)
- Telesphore George Mpundu (7 de marzo de 1987-1 de octubre de 2004 nombrado arzobispo coadjutor de Lusaka)
- Ignatius Chama (17 de julio de 2008-12 de enero de 2012 nombrado arzobispo de Kasama)[8]
  - Sede vacante (2012-2015)
- Justin Mulenga † (23 de diciembre de 2015-20 de marzo de 2020 falleció)
- Edwin Mulandu, desde el 24 de abril de 2021